# Iron Man 2 (bande son)
Pour un article plus général, voir Iron Man 2.
Ne doit pas être confondu avec Iron Man 2 (bande originale).
Albums de AC/DC
Backtracks Rock or Bust
Albums de Iron Man
Iron Man
(2008) Iron Man 3
(2013)
Iron Man 2 est une compilation du groupe de hard rock AC/DC, sortie en avril 2010 en tant que bande son de Iron Man 2 de Jon Favreau. Cette compilation a un peu le même principe que Who Made Who, bande son du film Maximum Overdrive de Stephen King, composée également que de chansons d'AC/DC et sortie en 1986, mais qui, contrairement à la bande son d'Iron Man 2, contenait des nouveautés : trois chansons (dont deux instrumentales) et un remix. L'album contient 15 chansons venant de 10 albums différents, sortis de 1975 à 2008. Sept des chansons viennent de l'ère Bon Scott et les huit autres de l'ère Brian Johnson. Cependant, seules deux chansons de la compilation (Shoot to Thrill et Highway to Hell) ont vraiment été utilisées dans Iron Man 2, et une chanson (Back in Black) apparaissait en fait dans le premier Iron Man. Thunderstruck, War Machine, et The Razors Edge ont été utilisées dans des bandes annonces et pubs pour le film.

logo de Iron Man 2, super héros de film américain

Le coprésident de Columbia Records, Steve Barnett, a déclaré « La vision et la passion de Jon Favreau pour la musique d'AC/DC s'harmonisent à merveille avec ce film fantastique ; cette musique souligne vraiment bien l'énergie et l'excitation du film. » (citation originale : « Jon Favreau's vision and passion for AC/DC's music blend seamlessly into this incredible film; the music really underscores the high energy and excitement of the film. »).

## Sortie
L'album a été réalisé sous plusieurs éditions :
- Version simple (CD + un livret de 28 pages)
- Version deluxe (CD + DVD + un livret de 32 pages)
- Version « super deluxe » (CD + DVD + un livret de 32 pages grand format + autocollants + l'affiche du concert de Buenos Aires)
- Version double album vinyle

## Clips vidéo
Un clip vidéo a été réalisé pour Shoot to Thrill à partir d'extraits du film Iron Man 2 et d'extraits du concert d'AC/DC à Buenos Aires en 2009. Ce clip a été dévoilé sur internet le 26 janvier 2010.
Le 12 avril 2010, un extrait du « making-of » du clip Shoot to Thrill a été dévoilé sur internet. Ce making-of montre des interviews de David Mallet et comment le concert de Buenos Aires a été filmé.
Un clip vidéo contenant d'autres extraits du concert de Buenos Aires et de Iron Man 2 a été réalisé pour la performance live d'Highway to Hell à Buenos Aires. Contrairement à l'autre clip, ce clip n'a pas été dévoilé avant la sortie de la bande son.

## Réception et classement dans les charts
Stephen Thomas Erlewine de la base de données AllMusic a donné une critique mitigée, disant que c'est de la bonne musique mais que cette musique n'est pas adaptée au public de Iron Man 2, constitué essentiellement d'adolescents, car trop ancienne. La BBC donna quant à elle une critique positive, disant que les jeunes auditeurs trouveront peut-être cette musique un peu cliché, mais qu'il faut qu'ils se souviennent qu'elle est à l'origine de la musique actuelle, et que les rockeurs de maintenant ne sont que des imitateurs.
L'album a débuté à la première place des charts britanniques à sa sortie, ce qui en fait le 3e album d'AC/DC à entrer 1er dans les charts britanniques après Back in Black et Black Ice.

### Classements
| Pays                                  | Durée du classement | Meilleur classement | Date             |
| ------------------------------------- | ------------------- | ------------------- | ---------------- |
| Allemagne (GfK Entertainment)         | 29 semaines         | 1er                 | 30 avril 2010    |
| Australie (ARIA Charts)               | 16 semaines         | 2e                  | 9 mai 2010       |
| Autriche (Ö3 Austria Top 40)          | 33 semaines         | 1er                 | 30 avril 2010    |
| Belgique (V) (Ultratop)               | 81 semaines         | 1er                 | 8 mai 2010       |
| Belgique (W) (Ultratop)               | 158 semaines        | 2e                  | 8 mai 2010       |
| Canada (Canadian Albums Chart)        | 9 semaines          | 1er                 | 15 mai 2010      |
| Danemark (Tracklisten)                | 19 semaines         | 3e                  | 7 mai 2010       |
| Écosse (Scottish Album Chart)         | 50 semaines         | 1er                 | 25 avril 2010    |
| Espagne (Promusicae)                  | 41 semaines         | 2e                  | 9 mai 2010       |
| États-Unis (Billboard 200)            | 30 semaines         | 4e                  | 8 mai 2010       |
| Finlande (Suomen virallinen lista)    | 28 semaines         | 5e                  | 26 avril 2010    |
| France (SNEP)                         | 4 semaines          | 226e                | 17 novembre 2014 |
| Irlande (Official Irish Charts)       | 1 semaine           | 22e                 | 23 août 2024     |
| Italie (FIMI)                         | 42 semaines         | 3e                  | 13 mai 2010      |
| Norvège (VG-lista)                    | 14 semaines         | 1er                 | 3 mai 2010       |
| Nouvelle-Zélande (RMNZ Albums Top40)  | 16 semaines         | 1er                 | 26 avril 2010    |
| Pays-Bas (MegaCharts)                 | 18 semaines         | 5e                  | 24 avril 2010    |
| Portugal (AFP)                        | 7 semaines          | 6e                  | 10 mai 2010      |
| Royaume-Uni (UK Albums Chart)         | 46 semaines         | 1er                 | 25 avril 2010    |
| Royaume-Uni (UK Rock and Metal Chart) | 210 semaines        | 1er                 | 25 avril 2010    |
| Suède (Sverigetopplistan)             | 26 semaines         | 1er                 | 30 avril 2010    |
| Suisse (Schweizer Hitparade)          | 24 semaines         | 1er                 | 2 mai 2010       |

### Certifications
| Pays                       | Certification | Ventes    | Date             |
| -------------------------- | ------------- | --------- | ---------------- |
| Allemagne (BVMI)           | 3 × Or        | 300 000 + | 2023             |
| Australie (ARIA)           | Platine       | 70 000 +  | 27 mai 2010      |
| Autriche (IFPI Austria)    | Or            | 10 000 +  | 19 avril 2010    |
| Brésil (Pro-Música Brasil) | Or            | 40 000+   | 2024             |
| Espagne (Promusicae)       | Or            | 20 000 +  | 31 octobre 2011  |
| États-Unis (RIAA)          | Or            | 500 000 + | 14 février 2012  |
| Finlande (IFPI Finland)    | Platine       | 25 022 +  | 2010             |
| France (SNEP)              | Or            | 50 000 +  | 2010             |
| Irlande (IRMA)             | Platine       | 15 000 +  | 2010             |
| Italie (FIMI)              | Platine       | 60 000 +  | 2011             |
| Nouvelle-Zélande (RMNZ)    | Or            | 7 500 +   | 26 avril 2010    |
| Pologne (ZPAV)             | Or            | 10 000 +  | 5 mai 2010       |
| Royaume-Uni (BPI)          | 2 × Platine   | 600 000 + | 13 novembre 2020 |
| Suède                      | Platine       | 40 000 +  | 2010             |
| Suisse (IFPI Suisse)       | Platine       | 30 000 +  | 2010             |

## Liste des titres
| No  | Titre                             | Album d'origine                                                       | Durée |
| --- | --------------------------------- | --------------------------------------------------------------------- | ----- |
| 1.  | Shoot to Thrill                   | Back in Black (1980)                                                  | 5:17  |
| 2.  | Rock 'n' Roll Damnation           | Powerage (1978)                                                       | 3:37  |
| 3.  | Guns for Hire                     | Flick of the Switch (1983)                                            | 3:26  |
| 4.  | Cold Hearted Man                  | Powerage (version européenne originale) (1978) puis Backtracks (2009) | 3:34  |
| 5.  | Back in Black                     | Back in Black (1980)                                                  | 4:14  |
| 6.  | Thunderstruck                     | The Razors Edge (1990)                                                | 4:53  |
| 7.  | If You Want Blood (You've Got It) | Highway to Hell (1979)                                                | 4:37  |
| 8.  | Evil Walks                        | For Those About to Rock We Salute You (1981)                          | 4:23  |
| 9.  | T.N.T.                            | T.N.T. (1975)                                                         | 3:34  |
| 10. | Hell Ain't a Bad Place to Be      | Let There Be Rock (1977)                                              | 4:15  |
| 11. | Have a Drink on Me                | Back in Black (1980)                                                  | 3:57  |
| 12. | The Razors Edge                   | The Razors Edge (1990)                                                | 4:23  |
| 13. | Let There Be Rock                 | Let There Be Rock (1977)                                              | 6:07  |
| 14. | War Machine                       | Black Ice (2008)                                                      | 3:10  |
| 15. | Highway to Hell                   | Highway to Hell (1979)                                                | 3:28  |

### DVD de la version deluxe
| No  | Titre                                                                  | Durée |
| --- | ---------------------------------------------------------------------- | ----- |
| 1.  | Shoot to Thrill (Iron Man 2 version)                                   |       |
| 2.  | The making of Shoot to Thrill auteur video                             |       |
| 3.  | Highway to Hell (Live at River Plate Stadium, Buenos Aires, 2009)      |       |
| 4.  | Rock 'n' Roll Damnation (Live at Apollo Theatre, Glasgow, 1978)        |       |
| 5.  | If You Want Blood (You've Got It) (Highway to Hell auteur video, 1979) |       |
| 6.  | Back in Black (Live at Plaza de Toros de Las Ventas, Madrid, 1996)     |       |
| 7.  | Guns for Hire (Live at Joe Louis Arena, Detroit, MI, 1983)             |       |
| 8.  | Thunderstruck (Live at Donington Park, 1991)                           |       |
| 9.  | Let There Be Rock (Live at Plaza de Toros de Las Ventas, Madrid, 1996) |       |
| 10. | Hell Ain't a Bad Place to Be (Live at Circus Krone, Munich, 2003)      |       |

## Formation
- Brian Johnson – chant (chansons 1, 3, 5, 6, 8, 11, 12, 14)
- Angus Young – guitare solo (toutes les chansons)
- Malcolm Young – guitare rythmique, chœurs (toutes les chansons)
- Cliff Williams – basse, chœurs (chansons 1, 2, 3, 5, 6, 7, 8, 11, 12)
- Phil Rudd – batterie (chansons 1, 2, 3, 4, 5, 7, 8, 9, 10, 11, 13, 14, 15)
- Bon Scott – chant sur Rock N' Roll Damnation, Cold Hearted Man, If You Want Blood (You've Got It), T.N.T., Hell Ain't a Bad Place to Be, Let There Be Rock, Highway to Hell
- Mark Evans – basse sur T.N.T., Hell Ain't a Bad Place to Be, Let There Be Rock, Cold Hearted Man, chœurs sur T.N.T.
- Chris Slade – batterie sur Thunderstruck et The Razors Edge

## Musiques additionnelles
- On entend aussi durant le film, les morceaux suivants[44], qui ne sont, ni repris sur cet album, ni sur l'album Iron Man 2, composé des chansons du groupe AC/DC. Il s'agit de :
  - Should I Stay or Should I Go
    - Écrit par Mick Jones et Joe Strummer
    - Interprété par The Clash
    - Avec l'Aimable Autorisation de Epic Records and Sony Music Entertainment (UK) Limited
    - Par arrangement avec Sony Music Entertainment

  - The Magnificent Seven
    - Écrit par Topper Headon, Mick Jones et Joe Strummer
    - Interprété par The Clash
    - Avec l'Aimable Autorisation d'Epic Records et Sony Music Entertainment (UK) Limited
    - Par arrangement avec Sony Music Entertainment

  - Monaco
    - Écrit par John O'Brien
    - Interprété par "The Declanator"

  - Concerto pour flûte et harpe en do majeur
    - Arrangé par John Slowiczek
    - Avec l'Aimable Autorisation de "FirstCom"

  - Good Old Days
    - Écrit et interprété par Brad Hatfield

  - California Love (Single Version)
    - Écrit par Roger Troutman, Larry Troutman, Ronnie Hudson, Mikel Hooks, Joe Cocker et Chris Stainton
    - Interprété par Tupac Shakur[Note 1] featuring Dr. Dre & Roger Troutman
    - Avec l'Aimable Autorisation de "WIDEawake-Death Row Entertainment, LLC"
    - Sous licence d'"EverGreen Copyrights, Inc."

  - Another One Bites the Dust
    - Écrit par John Deacon
    - Interprété par Queen
    - Avec l'Aimable Autorisation d'Hollywood Records et EMI Records Ltd.

  - Robot Rock
    - Écrit par Thomas Bangalter, Guy-Manuel de Homem-Christo[Note 2] et Kae Williams, Jr.
    - Interprété par Daft Punk
    - Avec l'Aimable Autorisation de "Daft Life Ltd./EMI Music France"
    - Sous licence de EMI Film & Television Music
    - Contient Release the Beast
    - Interprété par Breakwater
    - Avec l'Aimable Autorisation d'Arista Records, Inc.
    - Par arrangement avec Sony Music Entertainment

  - It Takes Two
    - Écrit par Rob Base[Note 3] et James Brown
    - Interprété par Rob Base et DJ EZ Rock[Note 4]
    - Avec l'Aimable Autorisation de "Profile Records, Inc."
    - Par arrangement avec Sony Music Entertainment

  - Pimpin' Guns
    - Écrit par John O'Brien
    - Interprété par The Declanator

  - Groove Holmes
    - Écrit par Mike D[Note 5], Adam Horovitz, Money Mark[Note 6] et Adam Yauch[Note 7]
    - Interprété par Beastie Boys
    - Avec l'Aimable Autorisation de Capitol Records, LLC
    - Sous licence d'EMI Film & Television Music

  - Pick Up the Pieces
    - Écrit par Roger Ball, Malcolm Duncan, Alan Gorrie, Robbie McIntosh[Note 8], Onnie McIntyre[Note 9] et Hamish Stuart
    - Interprété par Average White Band
    - Avec l'Aimable Autorisation d'Atlantic Recording Corp.
    - Par arrangement avec Warner Music Group Film & TV Licensing

  - The Marines Hymn
    - Musique traditionnelle

  - The Caissons Go Rolling Along
    - Écrit par Edmund L. Gruber[Note 10]
    - Arrangé par Robert C. Haring[Note 11]

  - Anchors Aweigh
    - Écrit par Alfred Hart Miles et Charles A. Zimmerman[Note 12]

  - The U.S. Air Force
    - Texte et musique par Robert Crawford